# 藤田文蔵 (建築家)
藤田 文蔵（ふじた ぶんぞう、生年不詳 - 1978年（昭和53年））は、日本の建築家。

## 経歴
1921年（大正10年）に宮内省宮内技手補として採用される。翌年に宮内技手となり、済寧館や二代目宮内省庁舎、東宮仮御所、楽部庁舎などを手がけ、権藤要吉の右腕として活躍した。
1941年（昭和16年）に技手の主事となり、ほぼ技師に準じた地位を得た。翌1942年（昭和17年）に退官したと考えられる。